# Синьо фурорно водно конче
Сините фурорни водни кончета (Pachydiplax longipennis) са вид насекоми от семейство Плоски водни кончета (Libellulidae).
Те са незастрашен вид.
Таксонът е описан за пръв път от Херман Бурмайстер през 1839 година.